# 甘科諾拉火山
甘科諾拉火山是印度尼西亞的火山，海拔高度1,635米，是哈馬黑拉島最高的高山，1673年火山爆發引發的海嘯淹沒附近村落，1564年至1989年期間火山爆發12次，最近一次爆發在2007年7月10日，超過8,000人逃離家園。